# Euclid
|  | Per a altres significats, vegeu «Euclid (nau espacial)». |

Euclid és una ciutat al Comtat de Cuyahoga a l'estat d'Ohio (EUA). Segons el cens del 2000 tenia 52.717 habitants.

## Demografia
Segons el cens del 2000 Euclid tenia 52.717 habitants, 24.353 habitatges, i 13.491 famílies. La densitat de població era de 1.900,5 habitants/km².
Dels 24.353 habitatges en un 24,9% hi vivien nens de menys de 18 anys, en un 36,3% hi vivien parelles casades, en un 15,2% dones solteres, i en un 44,6% no eren unitats familiars. En el 39,7% dels habitatges hi vivien persones soles el 16,1% de les quals corresponia a persones de 65 anys o més que vivien soles. El nombre mitjà de persones vivint en cada habitatge era de 2,14 i el nombre mitjà de persones que vivien en cada família era de 2,89.
Per edats la població es repartia de la següent manera: un 22,3% tenia menys de 18 anys, un 6,8% entre 18 i 24, un 30,7% entre 25 i 44, un 21% de 45 a 60 i un 19,2% 65 anys o més.
L'edat mediana era de 39 anys. Per cada 100 dones de 18 o més anys hi havia 79,1 homes.
La renda mediana per habitatge era de 35.151 $ i la renda mediana per família de 45.278 $. Els homes tenien una renda mediana de 35.914 $ mentre que les dones 28.528 $. La renda per capita de la població era de 19.664 $. Aproximadament el 7,1% de les famílies i el 9,7% de la població estaven per davall del llindar de pobresa.

## Personatges il·lustres
- Sunita Williams (1965 -) astronauta

## Poblacions properes
El següent diagrama mostra les poblacions més properes.